# União dos Estados Africanos
A União dos Estados Africanos (em francês:  Union des États africains; em inglês:  Union of African States), por vezes chamada União Gana-Guiné-Mali, foi uma frágil organização regional de curta duração que existiu entre 1958 e 1963, inicialmente unindo Gana e Guiné na Conferência dos Estados Africanos Independentes, e posteriormente mudando de nome com o ingresso do Mali em 1960.  A União planejava a adoção de uma moeda comum e de uma política externa unificada pelos países-membros; no entanto, nenhuma destas propostas foi implementada. A União foi a primeira organização na África a unir ex-colônias britânicas e francesas. Embora a União fosse aberta a todos os Estados independentes da África, não houve ingresso de nenhum outro país além dos citados acima.
A União teve um impacto limitado na política como nunca houve qualquer administração ou reuniões permanentes para ir junto com as demonstrações de unidade e de seu legado era muito limitado para as relações políticas de longa data entre Kwame Nkrumah (Presidente e Primeiro-Ministro de Gana 1957-1966), Ahmed Sékou Touré (Presidente da Guiné 1958 -1984), e Modibo Keïta (Presidente do Mali 1960-1968). A união novamente entrou na notícia com a nomeação "chocante" de Nkrumah como o co-presidente da Guiné depois que ele foi deposto como presidente de Gana por um golpe militar em 1966.

## Antecedentes
As colônias da Guiné Francesa (mais tarde Guiné), Costa do Ouro (mais tarde Gana) e Sudão Francês (mais tarde Mali) trilharam caminhos distintos no processo de descolonização da África. O Sudão e a Guiné eram colônias francesas e, portanto, após a Crise de Maio de 1958 tiveram a oportunidade de decidirem pela idependência imediata ou pelo ingresso no seio da Comunidade Francesa (que concederia autonomia doméstica, mas manteria a política econômica e a responsabilidade pela defesa francesas). A Guiné foi a única colônia francesa na África a optar pela independência imediata; o Sudão decidiu ingressar na nova Comunidade. A Costa do Ouro, em contraste, foi uma colônia britânica que conquistou a independência como República do Gana em março de 1957 e ingressou na Comunidade de Nações.
As diferenças entre esses países permaneceram após a independência. A França, com a exortação da Costa do Marfim, começou a retirar os funcionários franceses da administração colonial e suspendeu a ajuda quando a Guiné proclamou a independência. Isto resultou em turbulência econômica em todo o país e serviu de advertência contra a independência das demais colônias. O Sudão Francês uniu-se com o Senegal para formar a Federação do Mali por apenas dois meses em 1960. Tensões políticas levaram a dissolução da Federação em agosto de 1960. Gana, por outro lado, mostra-se como um exemplo bem-sucedido de descolonização e independência, apresentando uma economia dinâmica e em expansão e o reconhecimento por parte das organizações internacionais de sua gestão fiscal astuta.
Apesar dessa diferenças, os líderes dos três países compartilhavam uma visão comum para o futuro da África. Kwame Nkrumah, Ahmed Sékou Touré e Modibo Keïta foram figuras anti-coloniais cruciais em seus países e seus primeiros líderes após a independência. Além disso, os três se tornaram figuras proeminentes dentro do movimento pan-africanista e foram arquitetos no desenvolvimento da teoria do socialismo africano.

## Unindo-se
Em novembro de 1968, com a cessação súbita da ajuda e de pessoal da França para a Guiné, Nkrumah e Touré encontaram-se em Conacri, capital guineana, para discutirem um empréstimo emergencial que Gana iria providenciar para o país. No dia 23 do mesmo mês os dois líderes anunciaram um plano para a criação de uma união de países africanos, para a qual os dois presidentes iriam trabalhar juntos em uma séries de encontros dos quais o empréstimo ganense seria o primeiro de muitos passos rumo à integração. Após essas negociações, a Conferência dos Estados Africanos Independentes foi formalmente declarada em 1 de maio de 1959.
- Kwame Nkrumah, primeiro presidente do Gana e principal figura da União
- Ahmed Sékou Touré, primeiro presidente da Guiné
- Modibo Keïta, primeiro presidente do Mali